# Shinahota
Shinahota es una pequeña ciudad y municipio de Bolivia, ubicado en la provincia de Tiraque en el departamento de Cochabamba. Se encuentra 183 km al noreste de la ciudad de Cochabamba, estando a la orilla del este del río Vinchuta, curso superior del río Chapare.
El nombre Shinahota viene del idioma yuracaré y significa “nido de hormigas”.

## Demografía
De acuerdo con el censo boliviano de 2024, la población del municipio de Shinahota es de 27 067 habitantes.
| Año  | Habitantes (municipio) | Habitantes (localidad) | Fuente     |
| ---- | ---------------------- | ---------------------- | ---------- |
| 1992 | 13 977                 | 3 149                  | Censo 1992 |
| 2001 | 14 245                 | 4 291                  | Censo 2001 |
| 2012 | 20 841                 | 5 669                  | Censo 2012 |
| 2024 | 27 067                 |                        | Censo 2024 |